# 安德烈·科林巴
安德烈-迪厄多内·科林巴（法語：André-Dieudonné Kolingba，1936年8月12日—2010年2月7日 ）是中非共和国第四任总统（1981年9月1日－ 1993年10月1日在任），军事强人。生于中非首都班吉，曾留学法国，在军校学习，毕业后加入法军。中非独立后回国，加入中非陆军，之后在军队中步步高升，上台执政前担任中非陆军参谋长。他于1981年发动了一场不流血政变，推翻了时任总统戴维·达科，成立国家复兴军事委员会，自任主席，后又自称总统和国家元首，在国内实行军事独裁统治。后在国内外民主化呼声高涨的压力下，乃创建了一个中非民主大會作为全国唯一的政党，参加大选并当选总统，任期六年。任期届满后，在中非史上第一次多党制大选中败于安热－费利克斯·帕塔塞，交出权力。卸任总统后仍积极参与中非政治，还曾发动旨在推翻帕塔塞总统的未遂政变，失败后逐渐淡出政坛，移居法国，在巴黎病逝。其创立的政党中非民主大會现为中非主要的反对党派之一。